# Herpestes urva
La mangusta cancrivora (Herpestes urva Hodgson, 1836) è un carnivoro della famiglia degli Erpestidi. Originaria del Sud-est asiatico, è caratterizzata da una striscia di colore chiaro sul collo.

## Descrizione
Quella cancrivora è una mangusta dalle dimensioni relativamente grandi. Raggiunge una lunghezza testa-corpo di circa 44-56 cm, e la coda misura 26,5-34 cm. Il peso è di circa 3-4 kg. Il colore di base varia dal grigio al marrone scuro, con i singoli peli che presentano anulazioni chiare e scure. I peli di copertura sono piuttosto lunghi (quelli sul dorso misurano circa 4-5 cm). Caratteristici di questa specie sono la striscia color bianco sporco, lunga circa 8-9 cm, presente su entrambi i lati del collo, il mento bianco, la gola grigia e il petto di colore scuro. Anche le zampe sono di colore scuro, mentre al contrario il ventre appare relativamente chiaro. La parte superiore della testa è chiazzata di bianco e il muso è giallo chiaro. Su entrambi i lati dell'ano si trovano due ghiandole anali delle dimensioni di una ciliegia. La formula dentaria è I 3/3 - C 1/1 - P 4/4 - M 2/2 = 40.

## Distribuzione e habitat
La mangusta cancrivora vive in foreste sempreverdi e decidue, boscaglie, zone umide e piantagioni. Spesso si rinviene in prossimità dell'acqua, sulle sponde di stagni o fiumi. Il suo areale si estende su gran parte del Sud-est asiatico, dal Nepal e dalla Cina meridionale fino alla penisola malese. È presente anche sulle isole di Taiwan e Hainan. In alcune aree, come a Taiwan e nel Laos, la mangusta cancrivora viene cacciata per la sua carne. Viene sfruttata anche per la pelliccia. Tuttavia, la specie è relativamente comune e viene classificata dalla IUCN come specie «a rischio minimo» (Least Concern).

## Biologia
La mangusta cancrivora è un onnivoro opportunista e la sua dieta è molto versatile. Ad esempio, nel nord della Thailandia la maggior parte della sua dieta è costituita da crostacei (28%) e insetti (29%). Inoltre, anche anfibi, rettili, molluschi e vermi sono una parte importante della sua dieta. Al contrario, sembra che nel sud della Cina la specie si nutra in gran parte di roditori. Una parte meno importante della dieta è composta, a quanto sembra, da uccelli, pesci e frutta. Nel complesso, conosciamo ben poco sulle abitudini di vita della specie. La mangusta cancrivora è presumibilmente una buona nuotatrice e tuffatrice, e potrebbe trarre beneficio dalle sue abilità acquatiche per andare a caccia di granchi e altri animali acquatici. Tuttavia, essa si sposta principalmente sul terreno. In generale conduce un'esistenza solitaria, ma talvolta è stata avvistata anche in piccoli gruppi composti al massimo da quattro animali. Questa mangusta sembra essere attiva sia di notte che di giorno. A quanto pare, trascorre i periodi di riposo all'interno di nascondigli, come grotte. Il periodo di gestazione è di 50-63 giorni. Ogni nidiata è composta da due a quattro piccoli.

## Tassonomia
Ne vengono riconosciute quattro sottospecie:
- H. u. urva Hodgson, 1836, diffusa dal Nepal, attraverso l'Indocina, alla penisola malese.
- H. u. annamensis Bechthold, 1936, propria del Vietnam.
- H. u. formosanum Bechthold, 1936, esclusiva di Taiwan.
- H. u. sinensis Bechthold, 1936, diffusa nella Cina meridionale e ad Hainan.